# 幸福林带北站
幸福林带北站位于中华人民共和国陕西省西安市新城区万寿北路与兴工东路交叉口南侧，是西安地铁8号线的地铁车站。

## 车站结构
本站总长约287.46米，车站标准段宽度44.3米，占地面积约3.83万㎡，设计为地下三层双岛式月台车站，内侧供8号线使用，外侧最初计划给7号线使用，后因规划变动，目前计划由20号线使用，两线间亦计划设置联络线，20号线的轨道及月台现状用假墙封闭。此外，本站没有安装大字壁。
| 地面                 | 出入口                  | A、B、D出入口 |
| 地下一层             | C出入口、幸福林带商业区 | C出入口、幸福林带商业区 |
| 地下二层             | 站厅                    | 智能客服中心、自动售票机、长安通自助机 |
| 地下三层             | 站台                    | \| \| \| 未來 █ 20号线轨道 \| \| 预留岛式月台延伸位置 \| \| \| \| 側式 · 開右邊车门 \| \| \| \| \| \| █ 8号线外环（米家崖） \| \| \| \| █ 8号线内环（万寿路） \| \| 側式 · 開右邊车门 \| \| \| \| 预留岛式月台延伸位置 \| \| \| \| \| \| 未來 █ 20号线轨道 \| |
|                      |                         | 未來 █ 20号线轨道 |
| 预留岛式月台延伸位置 |                         | |
| 側式 · 開右邊车门    |                         | |
|                      |                         | █ 8号线外环（米家崖） |
|                      |                         | █ 8号线内环（万寿路） |
| 側式 · 開右邊车门    |                         | |
| 预留岛式月台延伸位置 |                         | |
|                      |                         | 未來 █ 20号线轨道 |

## 公共艺术
本站是8号线8座特色站之一，以“幸福林带、曲径林荫”为设计主题，以素雅绿色为主基调，提取乔木树影婆裟为设计元素，打造地下城市森林，营造于林间漫步的乘坐体验。

## 出入口
本站设有4个出入口，C出入口位于幸福林带下沉广场内。
|            |                          |      |
| 编号       | 指示                     | 图片 |
| A          | 万寿北路（西）、兴工东路 |      |
| B          | 万寿北路（西）           |      |
| C          | 幸福林带                 |      |
| D          | 幸福林带、兴工东路       |      |
| 无障碍电梯 |                          |      |

## 历史
本站在建设时称作王家坟站，第一次站名公示保留原名，第二次公示及最终站名均为幸福林带北站。
- 2019年11月13日，车站封顶[1]。
- 2024年12月26日，车站随8号线通车启用[6]。